# 부부 이상, 연인 미만.
《부부 이상, 연인 미만.》(일본어: 夫婦以上、恋人未満。)는 카나마루 유키가 원작한 일본의 만화 작품이다. 「영 에이스」(KADOKAWA)에서 2018년 4월호부터 연재 중이다.
수업의 일환으로 고교생 남녀가 유사 부부로 생활할 수 있는 고등학교를 무대로 주인공과 여주인공이 서로 짝사랑 상대와 짝을 이루기 위해 부부를 연기하는 것으로 시작되는 연애 모습을 그린 러브 코미디 작품.

## 줄거리
자신을 현실성이 부족하다고 자인하고 있는 고교생 야쿠인 지로는, 통학하는 청순학원의 전통으로서 행해지는 수업 「부부실습」에서, 자신과 정반대의 입장에 있는 와타나베 아카리와 짝이 된다. 아카리와 같은 갸루가 서툴러, 첫사랑 상대인 사쿠라자카 시오리와 함께 되는 희망을 이루지 못해 낙담하는 지로였지만, 시오리의 페어로 의중의 상대인 텐진 미나미와 짜고 싶은 아카리로부터의 제안으로, 성적 상위자에게 주어지는 페어교환의 권리를 얻을 수 있도록, 의사 부부로서의 생활에 임한다. 처음에는 점수를 벌 수 있도록 퍼스트 키스 등 여러 가지 대처를 실천하는 지로와 아카리였지만, 생활속에서 성격이나 생각을 서로 이해하는 것으로 뜻밖에도 사이가 깊어져, 처음의 목적과는 달리 서로 호의를 안게 된다.